# Saison 1 de Blacklist
Chronologie
Saison 2
Cet article présente le guide des épisodes de la première saison de la série télévisée américaine Blacklist.

## Généralités
- Le 10 mai 2013, la série a été officiellement commandée par le réseau NBC[1]
- Le 4 octobre 2013, NBC a commandé 9 épisodes supplémentaires pour une saison complète, portant la saison à 22 épisodes[2].
- Au Canada, la saison est diffusée en simultané sur le réseau Global[3].

## Synopsis
Raymond « Red » Reddington, l’un des fugitifs les plus recherchés par le FBI, se rend en personne au quartier général du FBI à Washington. Il affirme avoir les mêmes intérêts que le FBI : faire tomber des criminels dangereux et des terroristes. Reddington coopérera, mais insiste pour ne parler qu’à Elizabeth Keen, une profileuse inexpérimentée du FBI. Keen s’interroge sur l’intérêt soudain que Reddington lui porte, bien qu’il soutienne que Keen est très spéciale. Après que le FBI a fait tomber un terroriste sur lequel il a fourni des informations, Reddington révèle que ce terroriste n’est que le premier de beaucoup d’autres à venir : durant les deux dernières décennies, il a fait une liste des criminels et terroristes qu'il croit introuvables par le FBI parce que ce dernier ignore leur existence et que ce sont les plus importants. Reddington l’appelle « La Liste noire » (« The Blacklist »).

## Distribution

### Acteurs principaux
- James Spader (VF : Pierre François Pistorio) : Raymond Reddington
- Megan Boone (VF : Laura Blanc) : Elizabeth Keen, profileuse du FBI
- Diego Klattenhoff (VF : Alexandre Gillet) : Donald Ressler, Agent du FBI
- Ryan Eggold (VF : Patrick Mancini) : Tom Keen
- Harry Lennix (VF : Thierry Desroses) : Harold Cooper, sous-directeur du FBI
- Parminder Nagra (VF : Vanina Pradier) : Agent Margot, Meera Malik
- Ilfenesh Hadera : Jennifer Palmer (épisode pilote seulement)

### Acteurs récurrents
- Hisham Tawfiq (VF : Frantz Confiac) : Dembe, garde du corps de Reddington (21 épisodes)
- Amir Arison (VF : Laurent Larcher) : Aram Mojtabai, informaticien du FBI[4] (18 épisodes)
- Deborah S. Craig (VF : Sabeline Amaury) : Luli Zeng, garde du corps de Reddington (9 épisodes)
- Rachel Brosnahan (VF : Élisabeth Ventura): Jolene / Lucy Brooks (6 épisodes)
- Jennifer Kim : Informaticienne du FBI (6 épisodes)
- Graeme Malcolm : Observateur armé avec une pomme (5 épisodes)
- Alan Alda (VF : Philippe Ariotti) : Alan Fitch[5] (4 épisodes)
- Charles Baker : Grey, garde du corps de Reddington (4 épisodes)
- Jane Alexander (VF : Catherine Le Hénan) : Diane Fowler, Directrice de la section criminelle du FBI[6] (4 épisodes)
- Roman Blat : Serbe (4 épisodes)

### Invités
- Chance Kelly (en) (VF : Patrick Béthune) : Daniel Ryker (épisode pilote)
- Jamie Jackson (en) (VF : Miglen Mirtchev) : Ranko Zamani (épisode pilote)
- Delphina Belle (VF : Maïa Michaud) : Beth (épisode pilote)
- Isabella Rossellini (VF : Pascale Jacquemont) : Floriana Campo[6] (épisode 2)
- Daniel Sauli : Serveur (épisode 2)
- Chin Han (VF : William Coryn) : Wujing (épisode 3)
- Rob Yang (VF : Anatole Thibault) : Jin Sun (épisode 3)
- Andrew Pang (VF : Christophe Desmottes) : Henry Cho (épisode 3)
- Susan Kelechi Watson (VF : Marion Valantine) : Ellie (épisodes 3 et 18)
- David Andrew Macdonald : ? (épisode 3)
- Clifton Collins Jr. (VF : Loïc Houdré) : Hector Lorca (épisode 4)
- Maryann Plunkett (VF : Marie-Martine) : Ellenore Kornish (épisode 4)
- Sharon Washington (de) (VF : Marie-Martine) : Procureur (épisode 4)
- Tom Noonan (VF : Jean-Pol Brissart) : Le marmiton (épisode 4)
- Barbara Schulz (VF : Elle-même) : Laurence Dechambou (épisode 5)
- Brian Tarantina (VF : Frédéric van den Driessche) : frère du Coursier (épisode 5)
- Robert Knepper (VF : Christian Visine) : Le Coursier[7] (épisode 5)
- Margarita Levieva (VF : Barbara Delsol) : Gina Zanetakos (épisode 6)
- Dikran Tulaine (en) : Max (épisodes 6 et 9)
- Derek Peith (VF : Christophe Desmottes) : Nadeem Idris (épisode 6)
- Robert Sean Leonard (VF : Pierre Tessier) : Frederick Barnes (épisode 7)
- Amy Hargreaves (VF : Marie Gamory) : Anne Forrester (épisode 7)
- Geraldine Hughes (VF : Nathalie Homs) : Dr Nina (épisodes 7 et 21)
- David Zayas (VF : Enrique Carballido): Manny Soto (épisode 7)
- Aja Naomi King : Elysa Ruben (épisode 7)
- Colby Minifie (VF : Marie Tirmont) : Brook (épisode 7)
- Justin Kirk (VF : Rémi Bichet) : Nathaniel Wolfe[8] (épisode 8)
- William Sadler (VF : Jean-Bernard Guillard) : Sam, père adoptif d'Elizabeth[8] (épisodes 8 et 9)
- Kelly Deadmon : Mary (épisode 8)
- Richard Bekins (en) : Membre Or du Club (épisode 8)
- Andrew Dice Clay (en) (VF : Michel Bedetti) : Abraham Maltz[8] (épisode 8)
- Ritchie Coster (VF : Jérôme Pauwels) : Anslo Garrick (épisodes 9 et 10)
- Susan Blommaert (VF : Annie Le Youdec) : Mr. Kaplan (épisodes 10, 13 et 17)
- Emily Tremaine (VF : Célia Asensio) : Audrey Bidwell (épisodes 10, 12 et 16)
- Frank Whaley (VF : Christian Visine): Karl Hoffman (épisode 11)
- Shirley Roeca : Melissa Wilkinson (épisode 11)
- Victor Slazek (VF : Bernard Lanneau) : Henry Krueger (épisode 11)
- Kate Nowlin : Karen Brodine (épisode 11)
- Dominik Tiefenthaler (en) : Fyodor (épisode 11)
- Frank Prando : George (épisode 11)
- Neal Matarazzo (VF : Christophe Desmottes) : Mr Brodine (épisode 11)
- Eisa Davis : Agent (épisode 11)
- Graham Winton : meneur des renforts (épisode 11)
- Ryan O'Nan (VF : Ludovic Baugin) : Eric Trettel (épisode 12)
- Elisabeth Waterston (VF : Laurence Bréheret) : Mme Trettel (épisode 12)
- David Vadim (en) (VF : Loïc Houdré) : Pytor Madrcyzk (épisode 12)
- Dan McCabe (VF : Damien Witecka) : Borochov (épisode 12)
- Campbell Scott (VF : Guy Chapellier) : Owen Mallory / Michael Shaw (épisode 13)
- Wass Stevens (VF : Sébastien Ossard) : Perry (épisode 13)
- James Murtaugh : Charles Lassiter (épisode 13)
- Ezra Knight : Dr Gideon Hadley (épisode 13)
- Matthew Rauch : Ted Caldwell (épisode 13)
- Beth Dixon (VF : Cathy Cerdà) : Jill Lassiter (épisode 13)
- Joseph Adams : Médecin légiste (épisode 13)
- Kati Rediger : Kate Ellison (épisode 13)
- Jennifer Ehle (VF : Micky Sébastian) : Madeline Pratt[9] (épisode 14)
- Zach Grenier (VF : Denis Boileau) : Novak[9] (épisode 14)
- Jason Butler Harner (VF : Jean-Pol Brissart): Walter Gary Martin (épisodes 14, 21 et 22)
- Dianne Wiest (VF : Martine Irzenski) : Ruth Kipling[10] (épisode 15)
- Reed Birney (VF : Hervé Jolly) : Tom Connally (épisode 15)
- Trevor Long (en) (VF : Gilduin Tissier) : Alan Ray Rifkin (épisode 15)
- Lance Reddick (VF : Hervé Furic) : Le Cowboy[11] (épisodes 15 et 16)
- Thomas Kopache (en) (VF : Jean Barney) : Frank Gordon (épisode 15)
- Robert Clohessy (VF : Thierry Murzeau) : Richard (épisode 15)
- Brian Russell (VF : Michel Prud'homme) : Brian Russell (épisode 15)
- Hoon Lee (VF : Raphaël Cohen) : Mako Tanida (épisode 16)
- Casey Siemaszko : Sam Raimo (épisode 16)
- James Colby : Bobby (épisode 16)
- Hassan Johnson (en) : Agent Pete Maguire (épisode 16)
- Will Denton (en) : Harrison Lee (épisode 17)
- Quinn Shephard (VF : Alexia Papineschi) : Abby Fisher (épisode 17)
- Frank Deal (en) (VF : Vincent Violette) : David Fisher (épisode 17)
- Mark Ivanir (VF : Bernard Bollet) : Ivan (épisode 17)
- Alfredo Narcisco : Agent Galarza (épisode 17)
- Gibson Frazier : Nathan Platt (épisode 17)
- Thaddeus Daniels : inspecteur Barrows (épisode 17)
- Damian Young (VF : Michel Dodane) : Milton Bobbitt (épisode 18)
- Isiah Whitlock, Jr. (en) : Danny (épisode 18)
- Peter Scanavino : Craig[12] (épisode 18)
- Jacqueline Antaramian : femme de Wahid (épisode 18)
- Gregory Korostishevsky : Professeur Svedka (épisode 18)
- Clark Jackson : Mitchell Travers (épisode 18)
- Goran Ivanovski : Fingers Pavlovich (épisode 19)
- Stivi Paskoski (en) : frère Pavlovich (épisode 19)
- James Biberi : frère Pavlovich (épisode 19)
- Renne Gjoni : Clock Petrovich (épisode 19)
- Natalie Kim : Xiaoping Li (épisode 19)
- Marc Damon Johnson (VF : Christophe Peyroux) : Jeffery P. Seivers (épisode 19)
- Linus Roache (VF : Christian Gonon) : Le Faiseur de Rois[13] (épisode 20)
- Joseph Siravo (en) (VF : Pierre Forest): Nico (épisode 20)
- Mike Doyle (VF : Maurice Decoster) : Patrick (épisode 20)
- Jack Dimich (VF : Tony Joudrier): Emil Dusek (épisode 20)
- Alok Tewari : Membre n°3 de l'alliance (épisode 20)
- Michaela Waters : Mme Chandler (épisode 20)
- Amr El-Bayoumi : Membre n°2 de l'alliance (épisode 20)
- Taeko Lee Wong : Membre n°1 de l'alliance (épisode 20)
- Ylfa Edelstein : Membre n°4 de l'alliance (épisode 20)
- Dominic Colon (VF : Jean-Luc Atlan) : Arturo Ruiz (épisode 20)
- Dan Ziskie (en) : Sénateur Albert R. Mitchell (épisode 20)
- Alexandra Neil (en) : Mme Mitchell (épisode 20)
- John Glover (VF : Edgar Givry): Dr Sanders (épisode 21)
- Brennan Brown (VF : Bruno Dubernat) : Dr Nikolaus Vogel (épisode 21)
- Victor Cruz : Paul Blankenship (épisode 21)
- Elizabeth Ward Land : Monique (épisode 21)
- Andrew Howard : Milo (épisode 22)
- Peter Stormare (VF : Patrick Poivey) : Berlin (épisodes 21 et 22)
- Juan Carlos Hernandez : Ceasar Bico (épisode 22)
- John Sharian : Dimitri (épisode 22)
- Misha Kuznetsov : ambassadeur russe (épisode 22)

## Épisodes

### Épisode 1:La Liste
- États-Unis /  Canada : 23 septembre 2013 sur NBC[14] / Global
- Suisse : 20 juillet 2014 sur RTS Un[15]
- Belgique : 19 août 2014 sur RTL-TVI
- France : 27 août 2014 sur TF1
- Québec : 22 janvier 2015 sur TVA

- États-Unis : 12,58 millions de téléspectateurs[16] (première diffusion)
- Canada : 1,935 million de téléspectateurs[17] (première diffusion)
- France : 7,6 millions de téléspectateurs[18] (première diffusion)
- Québec : 938 000 téléspectateurs[19] (première diffusion + différé 7 jours)

- Chance Kelly (Daniel Ryker)
- Jamie Jackson (Ranko Zamani)
- Delphina Belle (Beth Ryker)
- Charles Baker (Grey)

Raymond « Red » Reddington, l’un des fugitifs les plus recherchés par le FBI se rend de lui-même et demande à rencontrer le Directeur Adjoint Harold Cooper. Surnommé le « Médiateur du Crime », il est placé immédiatement en détention dans un site secret servant de base d’opération au FBI et appelé le « Bureau de Poste ». A l’arrivée d’Harold Cooper, Reddington révèle que Ranko Zamani, un criminel international présumé mort, vient d’arriver sur le sol américain. Reddington se montre prêt à aider le FBI pour arrêter Zamani mais exige une seule condition : avoir pour seule interlocutrice Elizabeth Keen, jeune profileuse fraîchement diplômée et prenant ses nouvelles fonctions le jour-même. Face à cette demande très surprenante, l’agent Donald Ressler, chargé de la traque de Reddington depuis plusieurs années, se rend chez la jeune femme pour la ramener au « Bureau de Poste ». 
À la suite d'un entretien avec Harold Cooper pour essayer de comprendre la situation, Elizabeth Keen se retrouve face à face avec Reddington. L’échange montre que Reddington semble très bien connaître la jeune femme dont certains faits relatés à son passé et ses parents biologiques. Malgré sa surprise, Elizabeth doit mettre tout ceci de côté pour le moment puisque Reddington lui avoue en plus que non seulement il a aidé Zamani à s’introduire aux États-Unis mais que ce dernier projette d’enlever Beth, fille du Général Ryker. Contrainte de rater son rendez-vous avec son mari Tom, instituteur, dans une agence d'adoption, Elizabeth et l’agent Ressler, accompagné d’une force d’intervention, partent récupérer la jeune fille pour l’emmener en lieu sûr. Malheureusement, le convoi est attaqué par des hommes de Zamani, qui réussissent à enlever Beth.
De retour au « Bureau de Poste », Elizabeth demande l’aide de Reddington pour retrouver la fillette. Lui suggérant de penser comme un criminel et non pas comme un flic, Elizabeth parvient à comprendre les motivations de Zamani. Ce dernier étant mourant, il souhaite commettre un attentat en utilisant Beth comme bombe humaine, pour venger sa famille tuée durant une guerre dans son pays d’origine à laquelle le Général Ryker a participé et dont il le tient pour principal responsable. Connaissant l’homme à qui s’est adressé Zamani pour créer la bombe, Reddington utilise cet avantage pour exiger de Cooper de quitter sa cellule pour être installé dans un hôtel, en échange de l’information.
Alors qu'elle rentre chez elle pour décompresser, Elizabeth a la désagréable surprise de découvrir Tom attaché à une chaise et en sang ainsi que Zamani la menaçant avec une arme. Il exige d’Elizabeth de lui révéler tout ce que le FBI sait de son plan d’attentat. Liz essaie de convaincre Zamani de laisser Tom et qu'elle est uniquement au courant d'une bombe, mais n'empêche pas son époux d'être poignardé. Alors que Tom se retrouve hospitalisé et dans le coma, Elizabeth, furieuse, s'en prend à Reddington en lui plantant un stylo dans la carotide pour le contraindre à lui dire tout ce qu'il sait sur Zamani. La seule réponse qu’elle obtient de Reddington est une mise en garde vis-à-vis de son mari Tom, allant même jusqu’à dire que Zamani lui a rendu un service. Mise de côté après cette initiative, la jeune femme décide malgré tout de retourner voir Reddington à l'hôpital, mais ce dernier s'échappe.
Il s’ensuit dès lors une chasse à l’homme pour capturer de nouveau Reddington. Dans le même temps, ce dernier retrouve Zamani. L’échange entre les deux hommes révèle que Reddington a bel et bien envoyé Zamani pour s’en prendre à Tom. Reddington essaye néanmoins d’obtenir des informations sur l’attentat dans le but de l’empêcher. Il contacte par la suite Elizabeth pour faire part de ses découvertes, ce qui permet à Elizabeth de comprendre que Beth et la bombe ont été amenées au Zoo de Washington. Une fois Beth retrouvée, Reddington envoie un Ukrainien désamorcer avec succès la bombe alors que Zamani est abattu par Ressler. De manière surprenante, Reddington rejoint délibérément Elizabeth avant d'être arrêté de nouveau par Ressler.
- On peut noter plusieurs clins d’œil au film Le Silence des agneaux :
  - Raymond « Red » Reddington, alors enfermé dans une sorte de cage de haute-protection, affirme sentir l'eau de Cologne du sous-directeur du FBI Cooper, tout comme Hannibal Lecter de l'intérieur de sa cellule avec ses visiteurs.
  - la relation entre le criminel Raymond « Red » Reddington et la jeune profileuse du FBI Elizabeth Keen rappelle celle entre Hannibal Lecter et Clarice Starling.
- Ce premier épisode ne comporte pas le rang du Blacklisté (bien que Ramko Zamani est le n°52 de la liste noire de Reddington). Seuls seize autres épisodes n'ont pas de numéro : Cape May, Requiem, Ruin, Rassvet,  Kuwait, Brothers, 16 Ounces, Anne, Misère, The Russian Knot, Nachalo, Konets,  Between Sleep & Awake et The Bear Mask, The Night Owl et The Dockery Affair.

- La date de naissance de Raymond Reddington indiquée sur l'affiche des « 10 fugitifs les plus recherchés » par le FBI (le 7 février 1960) est celle de l'interprète du personnage, James Spader.
- Le premier épisode signe la meilleure audience de la première saison aux États-Unis, aussi bien le jour de sa diffusion qu'en différé.
- En France, l'épisode signe la meilleure audience de la série.

### Épisode 2:LeFreelance
- États-Unis /  Canada : 30 septembre 2013 sur NBC / Global
- Suisse : 20 juillet 2014 sur RTS Un
- Belgique : 19 août 2014 sur RTL-TVI
- France : 27 août 2014 sur TF1
- Québec : 29 janvier 2015 sur TVA

- États-Unis : 11,35 millions de téléspectateurs[20] (première diffusion)
- Canada : 1,833 million de téléspectateurs[21],[22] (première diffusion)
- France : 6,8 millions de téléspectateurs[18] (première diffusion)
- Québec : 927 000 téléspectateurs[23] (première diffusion + différé 7 jours)

- Daniel Sauli (Freelance)
- Isabella Rossellini (Floriana Campo)
- Jane Alexander (Diane Fowler)

Une semaine après la reddition de Reddington au FBI, le département de la Justice soumet ce dernier ainsi que Liz au détecteur de mensonges pour trouver un éventuel lien ou une complicité entre les deux. Dans le même temps, Cooper tente de convaincre Diane Fowler, Chef de la Division Criminelle, des bienfaits que pourraient offrir un accord avec Reddington mais Fowler refuse catégoriquement de lui donner l’immunité. Quant à Reddington, il prévient le FBI qu’un incident va se produire au parc industriel de Decatur. Se rendant sur les lieux, le FBI se montre dubitatif vis-à-vis de cette information jusqu’à ce qu’un train déraille et provoque la mort de 60 personnes.
À la suite de cette tragédie, Cooper demande à Reddington de lui en dire plus mais il refuse de le faire si ce n’est à l’agent Keen. Alors qu’elle essaye de trouver une explication à cette boîte cachée chez elle, Liz est forcée de revenir pour que Reddington se décide à les aider. Il leur apprend que l’homme responsable se fait appeler le « Freelance », un tueur à gage ayant pour méthode de provoquer de véritables catastrophes entraînant de nombreuses morts pour réaliser ses contrats. Reddington leur révèle également l’existence d’un intermédiaire à Montréal qui pourrait se laisser acheter. La seule contrainte étant que Reddington doive le rencontrer en personne.
En route pour Montréal, Liz questionne Reddington pour les passeports, l’argent et l’arme à feu mais il nie son implication. Lorsqu’ils arrivent sur les lieux de la rencontre, un restaurant, Reddington la pousse à le profiler. Quant à Liz, elle essaye de comprendre pourquoi elle l’intéresse tant. À la suite de tout cela, l’intermédiaire leur donne la prochaine cible du « Freelance » : Floriana Campo, une activiste des Droits de l’Homme dirigeant une organisation luttant contre l’esclavage sexuel à travers le monde. Floriana Campo organisant un gala de charité pour lever des fonds, elle refuse de l’annuler mais accepte d’aider le FBI à capturer le « Freelance » en modifiant le lieu de l’événement. Son mari ayant été tué par le cartel Eberhardt 3 ans plus tôt, il semblerait que ce soit également eux les commanditaires de l’assassinat.
Reddington étant le seul à savoir à quoi ressemble le « Freelance », le FBI attend de lui son aide mais il refuse : il ne dira rien de plus tant qu’il n’obtient pas son accord d’immunité ainsi que l’implantation d’une puce de géolocalisation et la présence de deux personnes de son choix pour sa sécurité privé. A contrecœur, Diane Fowler accepte de signer l’accord, « d’engager » un dénommé Dembe, supposé garde du corps de Reddington ainsi que Luli Zeng, la femme qui gère ses finances. En contrepartie, Fowler impose dans l’équipe l’agent Meera Malik de la CIA.
Lors du gala, Reddington reconnaît le « Freelance » et alerte le FBI. Ressler parvient à le capturer et à l’aide de l’agent Malik, le Freelance leur avoue que l’homme l’ayant engagé n’est autre que Reddington. Ressler en informe aussitôt Liz mais lorsqu’elle rejoint Floriana Campo, il est déjà trop tard. Reddington est présent et révèle à Liz que Campo est en réalité à la tête du cartel Eberhardt et qu’elle utilise sa fondation pour blanchir l’argent qu’elle gagne dans son trafic d’êtres humains. Campo décède juste après, le « Freelance » l’ayant empoisonnée avant son arrestation. Dès le lendemain, le FBI découvre les éléments prouvant que Reddington disait vrai. 

### Épisode 3:Wujing
- États-Unis /  Canada : 7 octobre 2013 sur NBC / Global
- Suisse : 27 juillet 2014 sur RTS Un
- Belgique : 19 août 2014 sur RTL-TVI
- France : 27 août 2014 sur TF1
- Québec : 5 février 2015 sur TVA

- États-Unis : 11,18 millions de téléspectateurs[24] (première diffusion)
- Canada : 1,734 million de téléspectateurs[25] (première diffusion)
- France : 5,7 millions de téléspectateurs[18] (première diffusion)
- Québec : 892 000 téléspectateurs[26] (première diffusion + différé 7 jours)

- Chin Han (Wujing)
- Rob Yang (Jin Sun)
- Andrew Pang (Henry Cho)
- Susan Kelechi Watson (Ellie)
- David Andrew Macdonald (l'associé de Wujing)

A Shanghai, un agent de la CIA est abattu en pleine rue par un groupe d’homme travaillant pour le gouvernement chinois. Il lui dérobe un ordinateur pour décrypter un message codé envoyé par la CIA qu’ils ont intercepté et contenant le nom d’un autre agent américain. Le décryptage échouant, le leader de ces hommes, Wujing, contacte Reddington pour lui demander son aide. De son côté, Liz démarre son enquête sur l’arme retrouvée dans la boîte en demandant au labo d’analyser une balle et un étui tirée avec le pistolet. Elle doit également gérer les interrogations de Tom sur Ranko Zamani mais le secret professionnel l’empêche de lui en révéler davantage.
Reddington donne rendez-vous à Liz pour lui expliquer la situation. Il lui révèle qu’il lui a déjà créée sa couverture pour l’opération : Carolyn Givins, docteur en physique appliquée, diplômée au MIT et spécialiste en décryptage. Prise au dépourvue et ne se sentant pas à la hauteur, Liz refuse dans un premier temps. Face à  cette décision, Ressler et Cooper la convainc de participer en lui rappelant que la vie d’un agent est en jeu. Elle finit par accepter mais en échange, elle demande à Reddington de lui dire la vérité sur la raison qui l’a poussé à la choisir. Dans le même temps, un groupe d’homme profite de l’absence de Tom pour s’introduire chez eux et installer un dispositif important de surveillance.
Reddington explique à l’unité que Wujing et son équipe opère depuis une petite station radio située près de leur bureau. Accompagné par Liz et munie d’un mouchard à l’apparence de patch anti-tabac, ils sont vérifiés à leur arrivée puis envoyé dans un bunker plusieurs dizaines de mètres sous terre, les coupant du reste du monde. Reddington créé cependant une diversion pour permettre à Liz de rétablir une connexion avec l’extérieur en utilisant les installations des chinois. Cela lui permet de transférer non seulement l’identité de l’agent ciblé par les chinois, un certain Henry Cho, mais également l’intégralité de leurs dossiers.
Commence dès lors une course pour essayer de sauver cet homme. Situé dans un bâtiment en construction avec son fils, Henry Cho est retrouvé par les chinois mais est finalement sauvé de justesse par Malik et Ressler. De leur côté, Wujing remercie Reddington en lui remettant une enveloppe comme moyen de paiement mais le système informatique des chinois signale à Wujing ce que Liz a fait. Heureusement, ayant utilisé leur réseau pour se connecter à l’extérieur, Liz n’est pas inquiété et Wujing accuse l’un de ses propres associés de trahison. Ce dernier est finalement tué par Reddington. Alors que Wujing les dépose dans un endroit sûr, Liz s’arrange pour laisser son mouchard dans la voiture de Wujing. Le FBI l’arrête finalement quelques minutes plus tard.
La mission étant une réussite, Liz insiste pour que Reddington honore sa part du marché en lui répondant à la question : Pourquoi l’avoir choisi elle? Reddington lui répond que c’est à cause de son père qu’elle semble n’avoir jamais connu. Reddington refusant de donner plus de détails, Liz se résout à retourner au « Bureau de Poste ». Elle y reçoit les résultats balistiques qu’elle a demandés. L’arme a servi dans un homicide mais à son niveau, les informations sont masquées. Ce qu’elle ignore, c’est que Ressler et Cooper surveillent chaque analyse qu’elle demande et sont également tenus au courant de son enquête. Il est révélé que le dossier en question déclenche également une alerte pour le chef de la Sécurité Intérieure.
- À la fin de l'épisode, Red ouvre une lettre avec un chiffre (042983) qui correspond à la date de naissance de l'actrice Megan Boone (29 avril 1983).
- Cet épisode marque la première apparition d'Aram Mojtabai (Amir Arison), qui deviendra personnage principal à partir de la deuxième saison.

### Épisode 4:Le Marmiton
- États-Unis /  Canada : 14 octobre 2013 sur NBC / Global
- Suisse : 27 juillet 2014 sur RTS Un
- Belgique : 26 août 2014 sur RTL-TVI
- France : 3 septembre 2014 sur TF1
- Québec : 12 février 2015 sur TVA

- États-Unis : 10,93 millions de téléspectateurs[27] (première diffusion)
- Canada : 1,576 million de téléspectateurs[28] (première diffusion)
- France : 6,86 millions de téléspectateurs[29] (première diffusion)

- Clifton Collins Jr. (Hector Lorca)
- Maryann Plunkett (Elleanore Kornish)
- Sharon Washington (de) (Procureur)
- Tom Noonan (Stanley Kornish, alias le « Marmiton »)

Liz continue son enquête sur le dossier de l’homicide en lien avec l’arme retrouvée chez elle. Ne connaissant que le numéro de dossier, elle décide de se rendre au local de dépôt de preuve pour en apprendre plus. Malgré le fait qu’elle ne possède pas les autorisations nécessaires pour y avoir accès, elle obtient tout de même 2 informations importantes : le nom du lieu, Angel Station, et la date, le 23 Juin 2012.
Liz est également appelé à témoigner pour le procès d’Hector Lorca, un baron de la drogue qu’elle a arrêté à l'époque où elle travaillait pour l’unité psychologique de New-York. Cooper demande à l’agent Ressler d’accompagner Liz pour garder un œil sur elle mais avant de se rendre au tribunal, Reddington contacte Liz pour la rencontrer. Il lui révèle qu’Hector Lorca lui a demandé une nouvelle identité avec passeports, comptes bancaires, carte de crédits ainsi que son exfiltration hors du pays. Il semblerait que Lorca est persuadé qu’il repartira du tribunal en homme libre, ce à quoi Liz répond qu’un témoignage à charge, combiné aux preuves récoltées, l’enverra en prison à coup sûr. Reddington prévient Liz que quelque chose de mauvais surviendra pendant le procès.
Lors du témoignage de Luis Pena, le père de l’une des victimes de Lorca et accusant directement ce dernier comme responsable, l’un des jurés est pris d’une violente attaque. Le procès est suspendu et Mr. Pena ainsi que Lorca sont mis à l’abri le temps de reprendre le procès. Quelques minutes plus tard, Ressler informe Liz que le juré a été empoisonné. Liz réalisant ce qu’il se passe, s’empresse de rejoindre Mr. Pena. Malheureusement elle arrive trop tard, les Marshalls supposés le protéger sont morts et Mr. Pena a disparu. Liz contacte aussitôt Reddington pour lui expliquer la situation et lui demander de l’aide. Elle lui révèle que les corps des victimes de Lorca n’ont jamais été retrouvés. Reddington semble intéressé par cet élément mais son avis au sujet du procès confirme ce que soupçonne déjà Liz, Mr. Pena est déjà mort et ne sera jamais retrouvé.
Le soir même, Liz se reconcentre sur Angel Station, l’enquête sur Lorca étant au point mort. À la suite d'une discussion avec Tom, elle se remémore que le 23 Juin 2012, elle et lui était partis en week-end à Boston, Tom ayant un entretien d’embauche là-bas. Soudain, Liz est appelée au sujet de Mr. Pena. Sa trace fut remontée jusqu’à une chambre d’un motel. A l’exception d’un poil de chien, la chambre fut complétement nettoyée. Au même moment, Reddington recontacte Liz et grâce aux informations qu’elle lui transmet, Reddington pense qu’Hector Lorca a engagé le « Marmiton », un chimiste, expert dans la dissolution de corps humain.
Pour mettre la main sur le « Marmiton », Liz et Malik mettent la pression sur Lorca. Bien que les charges soient abandonnées, le FBI l’arrête pour de nouveaux motifs, pour qu’il leur révèle comment trouver le « Marmiton ». Lorca refuse, préférant être renvoyé en prison. Lors de son transfert, une équipe d’homme travaillant pour lui attaque le convoi et le libère, tout en enlevant Liz. Face à cette situation, Cooper accepte que Reddington rencontre Lorca tandis que Ressler insiste pour l’accompagner. À la suite de leur échange avec Lorca, ils obtiennent un contact qui leur permettent de remonter jusqu’à la véritable identité du « Marmiton » : Stanley Kornish, un dentiste vivant dans le Maryland.
Il s’ensuit dès lors une course contre-la-montre pour sauver Liz. Pendant que Malik et Ressler se rendent chez Kornish et interrogent sa femme pour demander où pourrait se situer son mari, Reddington décide de remonter sa piste grâce au traceur GPS de son chien. Liz quant à elle, essaye de gagner la confiance de Kornish et ainsi obtenir du temps. Après une longue séance de torture, Liz parvient à s’échapper mais est malheureusement rattrapée par Kornish en raison d’une drogue qu’il lui a injectée. Heureusement pour elle, le temps qu’elle a gagné a permis à Reddington d’arriver à temps pour tuer le « Marmiton » et sauver Liz.
- Le personnage titre est inspiré de Santiago Meza Lopez, surnommé le «Stew Maker», qui a avoué avoir fait disparaître au moins 300 cadavres pendant une décennie en les jetant dans des tombes et en y versant de l'acide pour les laisser se dissoudre sous terre[30].

### Épisode 5:Le Coursier
- États-Unis /  Canada : 21 octobre 2013 sur NBC / Global
- Suisse : 3 août 2014 sur RTS Un
- Belgique : 26 août 2014 sur RTL-TVI
- France : 3 septembre 2014 sur TF1
- Québec : 19 février 2015 sur TVA

- États-Unis : 10,44 millions de téléspectateurs[31] (première diffusion)
- Canada : 1,479 million de téléspectateurs[32] (première diffusion)
- France : 5,9 millions de téléspectateurs[29] (première diffusion)

- Barbara Schulz (Laurence Dechambou)
- Brian Tarantina (frère du Coursier)
- Robert Knepper (Le Coursier)

### Épisode 6:Gina Zanetakos
- États-Unis /  Canada : 28 octobre 2013 sur NBC / Global
- Suisse : 3 août 2014 sur RTS Un
- Belgique : 2 septembre 2014 sur RTL-TVI
- France : 3 septembre 2014 sur TF1
- Québec : 26 février 2015 sur TVA

- États-Unis : 10,51 millions de téléspectateurs[33] (première diffusion)
- Canada : 1,515 million de téléspectateurs[34] (première diffusion)
- France : 4,5 millions de téléspectateurs[29] (première diffusion)
- Québec : 756 000 téléspectateurs[35] (première diffusion + différé 7 jours)

- Margarita Levieva (Gina Zanetakos)
- Dikran Tulaine (Max)
- Dereck Peith (Nadeem Idris)

Tom confronte Liz au sujet de la boîte, qui lui explique que l'arme cachée a servi au meurtre d'un ex-agent russe, et clame son innocence, demandant à être interrogé par le FBI afin d'être lavé de tout soupçon. Parallèlement, Reddington informe Liz et l'unité spéciale du FBI qu'une terroriste spécialisée dans les contrats offerts par les grosses entreprises, Gina Zanetakos, est le prochain nom sur la liste et prétend qu'elle est la maîtresse de Tom. Par ailleurs, Tom, toujours interrogé, nie en bloc. En suivant une piste qui mène à une adresse de Gina, Liz trouve une boîte identique à celle retrouvée chez elle ainsi qu'une photo de Tom. Au fil de l'enquête, le FBI retrouve la trace de Gina, qui est arrêtée, et parvient à déjouer un attentat que cette dernière avait préparée. Interrogée, Gina révèle qu'elle a tué Fokin sur ordres de Reddington et qu'elle ne connaît pas Tom. Lorsque ce dernier est relâché, il remarque une photographie d'un homme sur le tableau des preuves et annonce que c'est lui qu'il a rencontré à l'hôtel à Boston, là où le meurtre de Fokin a été commis, pour un rendez-vous d'entretien d'embauche en se faisant passer pour le proviseur d'un lycée.

### Épisode 7:Frederick Barnes
- États-Unis /  Canada : 4 novembre 2013 sur NBC / Global
- Suisse : 10 août 2014 sur RTS Un
- Belgique : 2 septembre 2014 sur RTL-TVI
- France : 10 septembre 2014 sur TF1
- Québec : 5 mars 2015 sur TVA

- États-Unis : 10,34 millions de téléspectateurs[36] (première diffusion)
- Canada : 1,446 million de téléspectateurs[37] (première diffusion)
- France : 6,3 millions de téléspectateurs[38] (première diffusion)
- Québec : 776 000 téléspectateurs[39] (première diffusion + différé 7 jours)

- Robert Sean Leonard (Frederick Barnes)
- Amy Hargreaves (Anne Forrester)
- Geraldine Hughes (Dr Nina)
- David Zayas (Manny Soto)
- Aja Naomi King (Elysa Ruben)
- Colbie Minifie (fille dans le train)

À la suite d'une attaque chimique dans le métro qui a fait de nombreuses victimes, Elizabeth et le FBI traquent le responsable de cet acte. La jeune femme demande à contrecœur l'aide de Reddington pour le retrouver et découvre qu'il se nomme Frederick Barnes, brillant scientifique qui a créé une maladie mortelle très rare pour la propager afin que l'industrie pharmaceutique trouve assez important de financer ses recherches et pour pouvoir trouver une personne immunisée afin de produire un antidote pour son fils. Barnes parvient à créer un antidote potentiel, mais Liz, qui a retrouvé sa trace, abat Barnes avant que ce dernier n'injecte l’antidote à son fils. Liz prévient Red que leur relation sera basée uniquement sur le travail et refuse qu'il s'immisce dans sa vie privée.

### Épisode 8:Général Ludd
- États-Unis /  Canada : 11 novembre 2013 sur NBC / Global
- Suisse : 10 août 2014 sur RTS Un
- Belgique : 9 septembre 2014 sur RTL-TVI
- France : 10 septembre 2014 sur TF1
- Québec : 12 mars 2015 sur TVA

- États-Unis : 10,69 millions de téléspectateurs[40] (première diffusion)
- Canada : 1,659 million de téléspectateurs[41] (première diffusion)
- France : 5,2 millions de téléspectateurs[38] (première diffusion)
- Québec : 738 000 téléspectateurs[42] (première diffusion + différé 7 jours)

- Justin Kirk (Nathaniel Wolfe)
- William Sadler (Sam Milohan)
- Kelly Deadmon (Mary)
- Richard Bekins (membre Or du Club)
- Andrew Dice Clay (Abraham Maltz)

Un avion cargo se crashe dans un parc de Washington, tuant un père et son fils qui jouaient au football. Alors qu'elle déjeune avec Tom en regardant le journal télévisé consacré au drame, Liz reçoit un appel téléphonique de son père adoptif, Sam, qui est hospitalisé au Nebraska pour passer quelques tests, lui cachant la récidive de son cancer. Après avoir obtenu de Cooper l'accès de la base de données ViCAP, Reddington aide le FBI pour retrouver le nouveau nom de la liste noire, responsable du crash de l'avion en le faisant exploser, un certain Général Ludd, qui prépare un complot élaboré pour détruire le système financier du pays. Tom, qui est au chevet de Sam, prévient Liz que le cancer de ce dernier est revenu. En raison de la panique provoquée par Ludd, qui prévoit un autre attentat, les vols d'avions sont annulés et Liz ne peut se rendre auprès de Sam. Reddington se rend à l'hôpital et parle avec Sam, qu'il connaît bien. Alors que Sam veut révéler la vérité à Liz sur sa famille, Reddington l'interdit. Après que Sam ait exprimé le souhait de ne pas agoniser d'une mort lente, Reddington l'étouffe avec un oreiller. Peu après, Reddington parle avec Tom, qui s'est rendu trop tard au chevet de Sam, pour échanger le genre de conversations que peuvent avoir deux inconnus au sujet de Liz
- Le personnage de Sam (William Sadler) réapparaîtra en flash-backs dans le dix-septième épisode de la quatrième saison.
- Le général Ludd fait exploser un avion partant de l'aéroport de Dulles à Washington DC, qui est le même aéroport du film 58 minutes pour vivre, dans lequel William Sadler joue l'un des principaux antagonistes[43].

### Épisode 9:Anslo Garrick:1repartie
- États-Unis /  Canada : 25 novembre 2013 sur NBC / Global
- Suisse : 17 août 2014 sur RTS Un
- Belgique : 9 septembre 2014 sur RTL-TVI
- France : 10 septembre 2014 sur TF1
- Québec : 19 mars 2015 sur TVA

- Histoire : Joe Carnahan et Jason George
- Adaptation : Joe Carnahan

- États-Unis : 10,96 millions de téléspectateurs[44] (première diffusion)
- Canada : 2,092 millions de téléspectateurs[45] (première diffusion + différé 7 jours)
- France : 3,7 millions de téléspectateurs[38] (première diffusion)
- Québec : 699 000 téléspectateurs[46] (première diffusion + différé 7 jours)

- Ritchie Coster (Anslo Garrick)
- Dikran Tulaine (Max)

- Dernière apparition du personnage de Lulli Zang (Deborah S. Craig).
- La scène de la brasserie allemande au début de l'épisode a été filmée à Radegast Hall et Biergarten, un bar à Williamsburg (Brooklyn)[47].
- L'épisode est le premier à être déconseillé aux moins de 12 ans en France.
- Cet épisode est vu comme un hommage à Piège de cristal, notamment quand un terroriste utilise une scie électrique pour couper les lignes de communication et le héros / héroïne principal est pieds nus et porte un gilet[47].

### Épisode 10:Anslo Garrick:2epartie
- États-Unis /  Canada : 2 décembre 2013 sur NBC / Global
- Suisse : 17 août 2014 sur RTS Un
- Belgique : 16 septembre 2014 sur RTL-TVI
- France : 17 septembre 2014 sur TF1
- Québec : 26 mars 2015 sur TVA

- États-Unis : 11,67 millions de téléspectateurs[48] (première diffusion)
- Canada : 2,33 millions de téléspectateurs[49] (première diffusion + différé 7 jours)
- France : 5,61 millions de téléspectateurs[50] (première diffusion)
- Québec : 611 000 téléspectateurs[51] (première diffusion + différé 7 jours)

- Ritchie Coster (Anslo Garrick)
- Alan Alda (Alan Fitch)
- Susan Blommaert (Mr Kaplan)
- Emily Tremaine (en) (Audrey Bidwell)
- Jane Alexander (Diane Fowler)

Tandis que Garrick place Dembé devant la cellule pour l'exécuter s'il n'obtient pas le code, Aram localise et détruit le dernier brouilleur, lui permettant de demander de l'aide. Mais il est capturé par l'homme qui a également capturé Liz. Au moment où Garrick lance son compte à rebours, un coup de feu retentit ; Aram a tué l'homme de Garrick, permettant à Liz et lui d'échapper brièvement aux hommes de Garrick, qui les retrouvent. Amenée devant la cellule, Liz voit sa vie mise en danger par Garrick, qui lui met une arme sur la tempe. Désespéré, Reddington s'empare d'une arme et la pointe sur Ressler, blessé, le pressant de lui donner le code. Ressler obéit et la porte s'ouvre. Garrick emmène Reddington, ainsi que Liz, dans sa fuite vers une sortie sécurisée pour se rendre vers une ambulance, tandis que le FBI fait une descente au Bureau de poste. Alors que des hommes de Garrick sont restés à l'arrière pour garder Cooper et son personnel, Ressler les sauve en utilisant l'arme de Reddington pour abattre les criminels. Garrick ordonne à une infirmière d'enlever la puce de traçage de Reddington. Ce dernier dit à Liz de contacter un certain Mr. Kaplan. Liz parvient à s'échapper de l'ambulance, puis arrête une voiture pour poursuivre l'ambulance avant de perdre sa trace. 
- Première apparition du personnage d'Alan Fitch (Alan Alda), qui apparaîtra de façon récurrente dans la première et deuxième saison.
- Première apparition du personnage de Mr Kaplan (Susan Blommaert), qui deviendra un personnage récurrent important et qui aura une part importante de l'histoire de la série dans la quatrième saison.

### Épisode 11:Le Bon Samaritain
- États-Unis /  Canada : 13 janvier 2014 sur NBC[52] / Global
- Suisse : 24 août 2014 sur RTS Un
- Belgique : 16 septembre 2014 sur RTL-TVI
- France : 17 septembre 2014 sur TF1
- Québec : 2 avril 2015 sur TVA

- États-Unis : 9,35 millions de téléspectateurs[53] (première diffusion)
- Canada : 2,144 millions de téléspectateurs[54]  (première diffusion + différé 7 jours)
- France : 4,8 millions de téléspectateurs[50] (première diffusion)
- Québec : 700 000 téléspectateurs[55] (première diffusion + différé 7 jours)

- Frank Whaley (Karl Hoffman)
- Shirley Roeca (Melissa Wilkinson)
- Victor Slazek (Henry Krueger)
- Kate Nowlin (Karen Brodine)
- Dominik Tiefenthaler (Fyodor)
- Frank Prando (George)
- Neal Matarrazo (Mr Brodine)
- Eisa Davis (agent)
- Graham Winton (meneur des renforts)
- Alan Alda (Alan Fitch)

En fuite après l'incident du bureau de poste, Reddington mène sa propre enquête pour traquer ceux qui l'ont trahi. Toute l'unité spéciale du FBI fait l'objet d'une enquête des affaires internes afin de trouver la taupe. Initialement soupçonné, Aram est finalement mis hors de cause par Reddington lui-même. Pendant ce temps, l'équipe est chargée de retrouver un tueur en série surnommé le « bon samaritain », que Liz avait traqué avant d'intégrer l'unité spéciale, qui refait surface. Autorisée par Cooper de s'occuper de ce cas, sachant que Reddington pourrait l'aider, Elizabeth découvre que le lien entre les victimes est qu'elles ont maltraité un membre de leur famille et que le tueur pourrait avoir été victime d'abus. La piste du tueur les mène à un infirmier, Karl Hoffman, qui est abattu par Liz, alors qu'il s'apprêtait à tuer sa mère, qui avait elle même maltraité Karl dans son enfance. Meurtre qui a pour conséquence de sauver également la vie de George, qui maltraitait sa femme, et que Karl s’apprêtait à tuer. Reddington, quant à lui découvre qu'un financier du nom de Kruger a rejeté la faute sur Aram et le force après l'avoir blessé à lui donner un nom, il identifie Newton Phillips, qui est en fait l'aide de Red. À l'hôpital, Liz va voir George et lui promet que s'il essaie encore de faire du mal à son épouse, elle finira ce que Hoffman a commencé.
- Le Bon Samaritain est le premier épisode de la première saison de Blacklist à ne pas atteindre le seuil des dix millions de téléspectateurs. Il réalise la moins bonne audience en totalisant l'audience le jour de sa diffusion et l'audience en différé.

### Épisode 12:L'Alchimiste
- États-Unis /  Canada : 20 janvier 2014 sur NBC / Global
- Suisse : 24 août 2014 sur RTS Un
- Belgique : 16 septembre 2014 sur RTL-TVI
- France : 17 septembre 2014 sur TF1
- Québec : 7 avril 2015 sur TVA

- États-Unis : 8,83 millions de téléspectateurs[56] (première diffusion)
- Canada : 1,969 million de téléspectateurs[57] (première diffusion + différé 7 jours)
- France : 3,7 millions de téléspectateurs[50] (première diffusion)
- Québec : 774 000 téléspectateurs[58] (première diffusion + différé 7 jours)

- Ryan O'Nan (Eric Trettel, l'Alchimiste)
- Elisabeth Waterston (Mme Trettel)
- David Vadim (Pytor Madrcyzk)
- Dan McCabe (Borochov)

Red informe l'équipe que « L'Alchimiste », qui manipule sur la science pour modifier l'ADN d'une personne et son apparence d'une personne dans quelqu'un d'autre, a été contracté pour protéger un informateur de la mafia bien connu et sa femme. 
- L'épisode réalise la moins bonne audience de la première saison le jour de sa diffusion.

### Épisode 13:L'Agence Cyprus
- États-Unis /  Canada : 27 janvier 2014 sur NBC / Global
- Suisse : 31 août 2014 sur RTS Un
- Belgique : 23 septembre 2014 sur RTL-TVI
- France : 24 septembre 2014 sur TF1
- Québec : 14 avril 2015 sur TVA

- États-Unis : 10,17 millions de téléspectateurs[59] (première diffusion)
- Canada : 2,266 millions de téléspectateurs[60] (première diffusion + différé 7 jours)
- France : 5,8 millions de téléspectateurs[61] (première diffusion)
- Québec : 690 000 téléspectateurs[62] (première diffusion + différé 7 jours)

- Campbell Scott (Owen Mallory / Michael Shaw)
- Wass Stevens (Perry)
- James Murtaugh (Charles Lassiter)
- Ezra Knight (Dr Gideon Hadley)
- Matthew Rauch (Ted Caldwell)
- Susan Blommaert (Mr Kaplan)
- Beth Dixon (Jill Lassiter)
- Joseph Adams (médecin légiste)
- Kati Rediger (Kate Ellison)
- Jane Alexander (Diane Fowler)

- La scène où Reddington tue Diane Fowler est à nouveau vue de manière écourtée dans le dix-huitième épisode de la quatrième saison, Philomena, quand l'agent Gale enquête sur ce meurtre.

### Épisode 14:Madeline Pratt
- États-Unis /  Canada : 24 février 2014 sur NBC / Global
- Suisse : 31 août 2014 sur RTS Un
- Belgique : 23 septembre 2014 sur RTL-TVI
- France : 24 septembre 2014 sur TF1
- Québec : 21 avril 2015 sur TVA

- États-Unis : 11,18 millions de téléspectateurs[63] (première diffusion)
- Canada : 1,782 million de téléspectateurs[64] (première diffusion + différé 7 jours)
- France : 4,6 millions de téléspectateurs[61] (première diffusion)
- Québec : 741 000 téléspectateurs[65] (première diffusion + différé 7 jours)

- Jennifer Ehle (Madeline Pratt)
- Zach Grenier (Novak)
- Jason Butler Harner (Walter Gary Martin)

### Épisode 15:Le Juge
- États-Unis /  Canada : 3 mars 2014 sur NBC / Global
- Suisse : 7 septembre 2014 sur RTS Un
- Belgique : 23 septembre 2014 sur RTL-TVI
- France : 24 septembre 2014 sur TF1
- Québec : 28 avril 2015 sur TVA

- États-Unis : 11,01 millions de téléspectateurs[66] (première diffusion)
- Canada : 1,944 million de téléspectateurs[67] (première diffusion + différé 7 jours)
- France : 3,4 millions de téléspectateurs[61] (première diffusion)
- Québec : 756 000 téléspectateurs[68] (première diffusion + différé 7 jours)

- Dianne Wiest (Ruth Kipling, le « Juge »)
- Reed Birney (Tom Connolly)
- Trevor Long (Alan Ray Rifkin)
- Lance Reddick (Le Cowboy)
- Thomas Kopache (Frank Gordon)
- Robert Clohessy (Richard)
- Brian Russell (William Munson)
- Rachel Brosnahan (Jolene Parker)

- Première apparition du procureur Tom Connolly, qui reviendra de manière plus importante durant la deuxième saison.

### Épisode 16:Mako Tanida
- États-Unis /  Canada : 17 mars 2014 sur NBC / Global
- Suisse : 7 septembre 2014 sur RTS Un
- Belgique : 30 septembre 2014 sur RTL-TVI
- France : 1er octobre 2014 sur TF1
- Québec : 5 mai 2015 sur TVA

- Histoire : Joe Carnahan
- Adaptation : John Eisendrath, Jon Bokenkamp, Patrick Massett et John Zinman

- États-Unis : 10,97 millions de téléspectateurs[69] (première diffusion)
- Canada : 1,885 million de téléspectateurs[70] (première diffusion + différé 7 jours)
- France : 5,71 millions de téléspectateurs[71] (première diffusion)
- Québec : 723 000 téléspectateurs[72] (première diffusion + différé 7 jours)

- Lance Reddick (Le Cowboy)
- Hoon Lee (Mako Tanida)
- Casey Siemaszko (Sam Raimo)
- James Colby (Bobby)
- Emily Tremaine (Audrey Bidwell)
- Hassan Iniko Johnson (Agent Pete Maguire)
- Rachel Brosnahan (Jolene Parker / Lucy Brooks)

Le criminel Mako Tanida s'évade d'une prison japonaise et tue un agent du FBI, prétendant venger les «dommages collatéraux» causés par le FBI alors qu'ils pourchassaient Red. Après la mort d'un autre agent du FBI sur le sol américain, Ressler craint d'être le prochain, car il faisait partie de l'équipe à la recherche de Red à l'époque. Il retrouve sa petite amie Audrey et tente de l'emmener dans un endroit sûr, mais sa voiture est accidentée par le chauffeur de Tanida. Dans la mêlée qui s'ensuit, Tanida tire et tue Audrey avant de fuir. Ressler promet de retrouver Tanida, malgré les avertissements de Cooper et Red afin de laisser les autres agents pour le retrouver. Collaborant avec un ex-collègue du FBI, Bobby Jonica, qui faisait également partie de ce groupe, Ressler localise Tanida, mais apprend plus tard que Bobby est le mystérieux "Tensei" - l'homme qui a repris l'organisation criminelle de Tanida alors que ce dernier était en prison; au moment où Mako a été arrêté, Bobby a assassiné le frère de Mako, Aiko, et couvert sa mort en utilisant son identité. Après un accident sur la route, Ressler tente de contraindre Bobby à se suicider, Elizabeth l'en empêche mais Bobby finit par se suicider. Plus tard à la maison, Ressler reçoit un cadeau de Reddington: une boîte contenant la tête coupée de Tanida. 

### Épisode 17:Ivan
- États-Unis /  Canada : 24 mars 2014 sur NBC / Global
- Suisse : 14 septembre 2014 sur RTS Un
- Belgique : 30 septembre 2014 sur RTL-TVI
- France : 1er octobre 2014 sur TF1
- Québec : 12 mai 2015 sur TVA

- États-Unis : 10,80 millions de téléspectateurs[73] (première diffusion)
- Canada : 2,014 millions de téléspectateurs[74] (première diffusion + différé 7 jours)
- France : 4,9 millions de téléspectateurs[71] (première diffusion)
- Québec : 572 000 téléspectateurs[75] (première diffusion + différé 7 jours)

- Susan Blommaert (Mr Kaplan)
- Will Denton (Harrison Lee)
- Quinn Shephard (Abby Fisher)
- Frank Deal (David Fisher)
- Mark Ivanir (Ivan)
- Alfredo Narcisco (Agent Galarza)
- Gibson Frazier (Nathan Platt)
- Thaddeus Daniels (inspecteur Barrows)

Un programmeur de la NSA est censé être tué dans un accident de voiture, mais une inspection plus poussée a révélé que sa voiture avait été piratée. En enquêtant sur la mort du programmeur, l'unité spéciale apprend que la Tailored Access Operations travaillait sur un prototype appelé «Skeleton Key», capable de pirater toute l'infrastructure électronique américaine. Reddington croit d'abord un pirate russe insaisissable nommé Ivan est responsable du vol, mais une rencontre personnelle avec lui révèle qu'Ivan n'a jamais eu aucun problème avec les États-Unis et se concentre plutôt uniquement sur le gouvernement russe. Ivan prétend que quelqu'un d'autre s'est fait passer pour lui. Parallèlement, Reddington a retrouvé les cadavres du Cowboy et de Jolene, tous deux tués par Tom, dans les bois et appelle la police pour rapporter la disparition de Jolene.
Une enquête plus approfondie sur les revendications d'Ivan conduit l'unité spéciale à enquêter sur le lycéen Harrison Lee, qui est finalement responsable du vol du Skeleton Key. Finalement arrêté, Lee a volé la clé et l'a utilisée pour ses propres fins afin d'entrer dans une relation amoureuse avec la fille de l'un des scientifiques de Skeleton Key. 

### Épisode 18:Milton Bobbit
- États-Unis /  Canada : 31 mars 2014 sur NBC / Global
- Suisse : 14 septembre 2014 sur RTS Un
- Belgique : 30 septembre 2014 sur RTL-TVI
- France : 1er octobre 2014 sur TF1
- Québec : 19 mai 2015 sur TVA

- États-Unis : 11,39 millions de téléspectateurs[76] (première diffusion)
- Canada : 1,941 million de téléspectateurs[77] (première diffusion + différé 7 jours)
- France : 4,1 millions de téléspectateurs[71] (première diffusion)
- Québec : 712 000 téléspectateurs[78] (première diffusion + différé 7 jours)

- Damian Young (Milton Bobbitt)
- Isiah Whitlock Jr. (Danny)
- Peter Scanavino (Craig / Chris)
- Jacqueline Antaramian (femme de Wahid)
- Susan Kelechi Watson (Ellie)
- Gregory Korostishevsky (professeur Svedka)
- Clark Jackson (Mitchell Travers)

Une série de meurtres-suicides apparemment sans lien apparent est attribuée par Red à un expert en sinistres en assurance-vie nommé Milton Bobbit, qui est capable de convaincre les malades en phase terminale d'accomplir les actes en échange de récompenses financières pour leurs membres survivants de la famille. Les cibles des meurtres ont finalement été découvertes qui font partie de l'essai clinique de médicament pour le diabète de type 2 qui a causé la mort de personnes, et Bobbit lui-même s'est avéré être en phase terminale. Elizabeth, Ressler et l'unité doivent rattraper Bobbit avant qu'il ne prenne lui-même la victime suivante: le médecin qui a dirigé l'essai. Ils parviennent à arrêter le médecin et laisse Bobbit se suicider. Dans le bureau de Cooper, Red jette un coup d'œil sur la liste des clients de Bobbit, ce qui lui semble important. 

### Épisode 19:Les Frères Pavlovich
- États-Unis /  Canada : 21 avril 2014 sur NBC / Global
- Suisse : 21 septembre 2014 sur RTS Un
- Belgique : 7 octobre 2014 sur RTL-TVI
- France : 8 octobre 2014 sur TF1
- Québec : 26 mai 2015 sur TVA

- États-Unis : 11,24 millions de téléspectateurs[79] (première diffusion)
- Canada : 2,116 millions de téléspectateurs[80] (première diffusion + différé 7 jours)
- France : 6,2 millions de téléspectateurs[81] (première diffusion)
- Québec : 688 000 téléspectateurs[82] (première diffusion + différé 7 jours)

- Goran Ivanovski (Fingers Pavlovich)
- Stivi Paskoski (frère Pavlovich)
- James Biberi (frère Pavlovich)
- Renne Gjoni (Clock Petrovich)
- Natalie Kim (Xiaoping Li)
- Marc Damon Johnson (Jeffery P. Seivers)

Xiao Ping Li, une scientifique impliquée dans un projet d'armes chimiques connu sous le nom de White Fog, est droguée dans un centre de vaccination en Chine et emmenée à Washington par des agents de la CIA pour interrogatoire. Les frères Pavlovich, spécialisés dans l'enlèvement de cibles de grande valeur. Selon Red, ils planifient leur prochain coup : Xiao Ping Li. Pendant ce temps, Tom découvre qu'Elizabeth connaît son secret, informe son employeur et s'enfuit. 
Alors que l'équipe tente de localiser la cible des frères Pavlovich, Red conclut un marché avec les Frères pour enlever et livrer Tom à Elizabeth. Elizabeth essaie de torturer Tom pour qu'il révèle pour qui il travaille, mais rapidement il prend le dessus et la menotte au barreau des escaliers. Après avoir expliqué que son travail incluait de ne jamais la blesser, il prétend être « l'un des bons gars » et dit à Elizabeth que Red n'est pas du tout ce qu'il semble être. Avant de s'enfuir, Tom parle à Elizabeth d'un coffre-fort dont elle a déjà trouvé la clé dans la lampe. Liz parvient à se libérer. L'unité retrouve la trace de Li et neutralise les Pavlovich.
- Les frères Pavlovich étaient apparus dans le premier épisode de la série.

### Épisode 20:Le Faiseur de rois
- États-Unis /  Canada : 28 avril 2014 sur NBC / Global
- Suisse : 21 septembre 2014 sur RTS Un
- Belgique : 7 octobre 2014 sur RTL-TVI
- France : 8 octobre 2014 sur TF1
- Québec : 2 juin 2015 sur TVA

- États-Unis : 10,85 millions de téléspectateurs[83] (première diffusion)
- Canada : 1,832 million de téléspectateurs[84] (première diffusion + différé 7 jours)
- France : 5,2 millions de téléspectateurs[81] (première diffusion)
- Québec : 751 000 téléspectateurs[85] (première diffusion + différé 7 jours)

- Linus Roache (Le Faiseur de rois)
- Joseph Siravo (Nico)
- Mike Doyle (Patrick Chandler)
- Jack Dimich (Emil Dusek)
- Alok Tewari (Membre n°3 de l'alliance)
- Michaela Waters (Mme Chandler)
- Amr El-Bayoumi (Membre n°2 de l'alliance)
- Taeko Lee Wong (Membre n°1 de l'alliance)
- Ylfa Edelstein (Membre n°4 de l'alliance)
- Dominic Colon (Arturo Ruiz)
- Dan Ziskie (sénateur Albert R. Mitchell)
- Alexandra Neil (Mme Mitchell)

Après qu'un politicien à Prague est accusé d'un meurtre qu'il n'a pas commis, Red soupçonne que c'est l'œuvre du « Faiseur de rois » - un stratège qui est derrière la montée en puissance de certains des politiciens les plus puissants du monde. On voit Red rencontrer un allié au sujet de l'affaire de Prague, qui lui dit que les nouvelles récentes d'un siège sur les intérêts de Red amènent plusieurs personnes clés à s'éloigner de lui. Elizabeth regarde les photos que Tom l'a amenée à, qui montrent Red à l'hôpital où son père adoptif Sam est mort. Elle affronte Red à ce sujet, mais il l'oriente vers la question plus urgente du « Faiseur de rois », qui est entré aux États-Unis.
- Crédité au générique, Ryan Eggold n'apparaît pas dans cet épisode.

### Épisode 21:Berlin(1repartie)
- États-Unis /  Canada : 5 mai 2014 sur NBC / Global
- Suisse : 28 septembre 2014 sur RTS Un
- Belgique : 14 octobre 2014 sur RTL-TVI
- France : 15 octobre 2014 sur TF1
- Québec : 9 juin 2015 sur TVA

- États-Unis : 10,47 millions de téléspectateurs[86] (première diffusion)
- Canada : 2,028 millions de téléspectateurs[87] (première diffusion + différé 7 jours)
- France : 6 millions de téléspectateurs[88] (première diffusion)
- Québec : 749 000 téléspectateurs[89] (première diffusion + différé 7 jours)

- John Glover (Dr Sanders)
- Brennan Brown (Dr Nikolaus Vogel)
- Geraldine Hughes (Dr Nina Bukner)
- Jason Butler Harner (Walter Gary Martin)
- Victor Cruz (Paul Blankenship)
- Elizabeth Ward Land (Monique)
- Peter Stormare (Berlin)

Elizabeth dit à Ressler, puis au FBI, son histoire à propos de Tom. Au milieu d'une épidémie de virus dans une banque, Elizabeth refuse de travailler avec Red et envoie sa démission à Cooper, l'informant que Red a tué son père. Red tente de lui expliquer que l'épidémie est liée à Tom, et demande si sa colère vaut mieux que de mettre des vies en danger. Elizabeth accepte de traiter l'affaire, mais déclare que c'est la dernière. Red est certain que le virus Cullen fait partie d'un plan pour le tuer, tout en étant capable de créer une épidémie généralisée. 
Red et Elizabeth rencontrent le docteur Sanders, un expert sur le virus interné dans un asile. La conversation devient tordue lorsque Sanders parle de l'agent de l'espace UD-4126 et du virus Cullen. Elizabeth est en colère, accusant Red d'utiliser la visite comme une diversion pour la faire changer d'avis sur l'abandon. Pendant ce temps, Cooper reçoit un ultimatum de ses supérieurs: si Elizabeth quitte l'équipe, Red n'a plus d'immunité et l'unité spéciale sera dissoute. Elizabeth apprend que Sanders avait créé un antidote contre le virus et l'équipe soupçonne qu'il travaillait avec un autre médecin de l'extérieur de l'établissement psychiatrique. Elizabeth rend une autre visite à Sanders et remarque le numéro d'insigne d'identité de l'infirmière. 

### Épisode 22:Berlin(2epartie)
- États-Unis /  Canada : 12 mai 2014 sur NBC / Global
- Suisse : 28 septembre 2014 sur RTS Un
- Belgique : 14 octobre 2014 sur RTL-TVI
- France : 15 octobre 2014 sur TF1
- Québec : 16 juin 2015 sur TVA

- Histoire : Richard D'Ovidio
- Adaptation : John Eisendrath, Jon Bokenkamp, Lukas Reiter et J. R. Orci

- États-Unis : 10,44 millions de téléspectateurs[90] (première diffusion)
- Canada : 2,079 millions de téléspectateurs[91](première diffusion + différé 7 jours)
- France : 5,2 millions de téléspectateurs[88] (première diffusion)
- Québec : 793 000 téléspectateurs[92] (première diffusion + différé 7 jours)

- Andrew Howard (Milo)
- Peter Stormare (Berlin)
- Jason Butler Harner (Walter Gary Martin)
- Juan Carlos Hernandez (Ceasar Bico)
- John Sharian (Dimitri)
- Misha Kuznetsov (ambassadeur russe)

À la suite du crash de l'avion, certains passagers ont été tués dans l'accident, d'autres sont à l'hôpital ou en fuite. Les membres de l'unité du FBI commencent à être ciblés. L'agent Malik est tuée par l'un des fugitifs, qui l'égorge, tandis que Cooper est victime d'une tentative de meurtre et placé dans le coma. Un garde grièvement blessé dans l'accident est interrogé à l'hôpital et raconte l'histoire d'un homme en prison dont l'ennemi lui a envoyé des parties de sa fille morte, une à une, jusqu'à ce qu'il parvienne à s'échapper. Fitch rencontre Red, disant que son organisation a finalement accepté de s'allier avec Red contre Berlin et lui arrange une opportunité d'échapper à la garde du FBI. Red rencontre Elizabeth. Ils décident de continuer de collaborer et de traquer Berlin. Red rencontre un homme qu'il croit être Berlin et le torture pour information. Tom tend une embuscade à Elizabeth dans sa voiture et la traîne dans la pièce avec un pistolet pointé sur sa tête, implorant Red de se rendre. Red tue "Berlin" et se rapproche de Tom. Tom tire sur Red à l'épaule, incitant Liz à se libérer. Elizabeth et Tom se bagarrent et la jeune femme lui tire dessus. Avant son dernier souffle, Tom murmure quelque chose à Elizabeth. Red dit qu'il s'est rendu compte que l'homme qu'il venait de torturer et de tuer n'était pas Berlin, qui se révèle être le garde blessé que le FBI a interrogé à l'hôpital. 
- Cet épisode marque la dernière apparition du personnage de Meera Malik.

## Audiences

### aux États-Unis
Cette saison a été suivie en moyenne par 14,95 millions de téléspectateurs.
| N° d'épisode | Titre original             | Titre français             | Date de diffusion originale | Taux sur les 18-49 ans (en %) | Taux sur les 18-49 ans (en %) | Taux sur les 18-49 ans (en %) | Audience (en millions de téléspectateurs) | Audience (en millions de téléspectateurs) | Audience (en millions de téléspectateurs) | Audience (en millions de téléspectateurs) |
| N° d'épisode | Titre original             | Titre français             | Date de diffusion originale | TV                            | DVR                           | Total                         | TV                                        | Rang                                      | DVR                                       | Total                                     |
| ------------ | -------------------------- | -------------------------- | --------------------------- | ----------------------------- | ----------------------------- | ----------------------------- | ----------------------------------------- | ----------------------------------------- | ----------------------------------------- | ----------------------------------------- |
| 1            | Pilot                      | La Liste                   | 23 septembre 2013           | 3,8                           | 1,7                           | 5,5                           | 12,58                                     | 11                                        | 5,696                                     | 18,279                                    |
| 2            | The Freelancer (No. 145)   | Le Freelance               | 30 septembre 2013           | 3,3                           | 2,2                           | 5,5                           | 11,35                                     | 15                                        | 6,504                                     | 17,858                                    |
| 3            | Wujing (No. 84)            | Wujing                     | 7 octobre 2013              | 3,1                           | 1,9                           | 5,0                           | 11,18                                     | 11                                        | 5,720                                     | 16,904                                    |
| 4            | The Stewmaker              | Le Marmiton                | 14 octobre 2013             | 3,0                           | 2,0                           | 5,0                           | 10,93                                     | 15                                        | 5,524                                     | 16,452                                    |
| 5            | The Courier                | Le Coursier                | 21 octobre 2013             | 3,0                           | 2,0                           | 5,0                           | 10,44                                     | 19                                        | 6,204                                     | 16,641                                    |
| 6            | Gina Zanetakos             | Gina Zanetakos             | 28 octobre 2013             | 3,1                           | 2,0                           | 5,1                           | 10,51                                     | 15                                        | 6,098                                     | 16,609                                    |
| 7            | Frederick Barnes           | Frederick Barnes           | 4 novembre 2013             | 2,9                           | 2,3                           | 5,2                           | 10,34                                     | 16                                        | 6,589                                     | 16,925                                    |
| 8            | General Ludd               | Général Ludd               | 11 novembre 2013            | 3,0                           | 2,1                           | 5,1                           | 10,69                                     | 16                                        | 6,326                                     | 17,014                                    |
| 9            | Anslo Garrick (Part 1)     | Anslo Garrick (1re partie) | 25 novembre 2013            | 3,0                           | 2,1                           | 5,1                           | 10,96                                     | 13                                        | 6,375                                     | 17,339                                    |
| 10           | Anslo Garrick (Part 2)     | Anslo Garrick (2e partie)  | 2 décembre 2013             | 3,2                           | 2,0                           | 5,2                           | 11,67                                     | 9                                         | 5,856                                     | 17,540                                    |
| 11           | The Good Samaritan Killer  | Le Bon Samaritain          | 13 janvier 2014             | 2,5                           | 2,0                           | 4,5                           | 9,35                                      | 15                                        | 6,060                                     | 15,407                                    |
| 12           | The Alchemist              | L'Alchimiste               | 20 janvier 2014             | 2,3                           | 1,9                           | 4,2                           | 8,83                                      | 18                                        | 6,622                                     | 15,454                                    |
| 13           | The Cyprus Agency          | L'Agence Chypre            | 27 janvier 2014             | 2,5                           | 2,1                           | 4,6                           | 10,17                                     | 16                                        | 6,668                                     | 16,839                                    |
| 14           | Madeline Pratt             | Madeline Pratt             | 24 février 2014             | 3,1                           | 1,9                           | 5,0                           | 11,18                                     | 11                                        | 6,353                                     | 17,532                                    |
| 15           | The Judge                  | Le Juge                    | 3 mars 2014                 | 2,7                           | 1,9                           | 4,6                           | 11,01                                     | 10                                        | 5,879                                     | 16,891                                    |
| 16           | Mako Tanida                | Mako Tanida                | 17 mars 2014                | 2,7                           | 1,9                           | 4,6                           | 10,97                                     | 7                                         | 5,911                                     | 16,880                                    |
| 17           | Ivan                       | Ivan                       | 24 mars 2014                | 2,8                           | 2,2                           | 5,0                           | 10,80                                     | 9                                         | 6,519                                     | 17,318                                    |
| 18           | Milton Bobbit              | Milton Bobbit              | 31 mars 2014                | 2,8                           | 2,0                           | 4,8                           | 11,39                                     | 11                                        | 5,868                                     | 17,257                                    |
| 19           | The Pavlovich Brothers     | Les Frères Pavlovich       | 21 avril 2014               | 2,8                           | 2,1                           | 4,9                           | 11,24                                     | 4                                         | 6,510                                     | 17,753                                    |
| 20           | The Kingmaker              | Le Faiseur de rois         | 28 avril 2014               | 2,7                           | 1,9                           | 4,5                           | 10,85                                     | 9                                         | 5,656                                     | 16,447                                    |
| 21           | Berlin                     | Berlin (1re partie)        | 5 mai 2014                  | 2,7                           | 1,7                           | 4,4                           | 10,47                                     | 10                                        | 5,696                                     | 16,162                                    |
| 22           | Berlin (No. 8), Conclusion | Berlin (2e partie)         | 12 mai 2014                 | 2,6                           | 2,0                           | 4,6                           | 10,44                                     | 11                                        | 5,853                                     | 16,297                                    |

Légende :
- Plus hauts chiffres d'audience
- Plus bas chiffres d'audience

### en France
Cette première saison a été suivie, en moyenne, par 5,34 millions de téléspectateurs.
| N° d'épisode | Date de diffusion          | Audience (en nombre de téléspectateurs) | Part d'audience (en %) |
| ------------ | -------------------------- | --------------------------------------- | ---------------------- |
| 1            | mercredi 27 août 2014      | 7 600 000                               | 32,7 %                 |
| 2            | mercredi 27 août 2014      | 6 800 000                               | 32 %                   |
| 3            | mercredi 27 août 2014      | 5 700 000                               | 38 %                   |
| 4            | mercredi 3 septembre 2014  | 6 860 000                               | 27,8 %                 |
| 5            | mercredi 3 septembre 2014  | 5 900 000                               | 27,2 %                 |
| 6            | mercredi 3 septembre 2014  | 4 500 000                               | 31,8 %                 |
| 7            | mercredi 10 septembre 2014 | 6 300 000                               | 25,7 %                 |
| 8            | mercredi 10 septembre 2014 | 5 200 000                               | 24,6 %                 |
| 9            | mercredi 10 septembre 2014 | 3 700 000                               | 28,1 %                 |
| 10           | mercredi 17 septembre 2014 | 5 610 000                               | 22,2 %                 |
| 11           | mercredi 17 septembre 2014 | 4 800 000                               | 21,3 %                 |
| 12           | mercredi 17 septembre 2014 | 3 700 000                               | 27,5 %                 |
| 13           | mercredi 24 septembre 2014 | 5 800 000                               | 23,1 %                 |
| 14           | mercredi 24 septembre 2014 | 4 600 000                               | 21,2 %                 |
| 15           | mercredi 24 septembre 2014 | 3 400 000                               | 24,5 %                 |
| 16           | mercredi 1er octobre 2014  | 5 710 000                               | 22,6 %                 |
| 17           | mercredi 1er octobre 2014  | 4 900 000                               | 21,8 %                 |
| 18           | mercredi 1er octobre 2014  | 4 100 000                               | 28,8 %                 |
| 19           | mercredi 8 octobre 2014    | 6 200 000                               | 24,4 %                 |
| 20           | mercredi 8 octobre 2014    | 5 200 000                               | 23,3 %                 |
| 21           | mercredi 15 octobre 2014   | 6 000 000                               | 23%                    |
| 22           | mercredi 15 octobre 2014   | 5 200 000                               | 22,5%                  |

Légende :
- Plus hauts chiffres d'audience
- Plus bas chiffres d'audience